# Crewe Green
Crewe Green is een civil parish in het bestuurlijke gebied Cheshire East, in het Engelse graafschap Cheshire met 213 inwoners.